# Saint-Glen
Saint-Glen (bret. Sant-Glenn) – miejscowość i gmina we Francji, w regionie Bretania, w departamencie Côtes-d’Armor.
Według danych na rok 1990 gminę zamieszkiwało 527 osób, a gęstość zaludnienia wynosiła 46 osób/km² (wśród 1269 gmin Bretanii Saint-Glen plasuje się na 812. miejscu pod względem liczby ludności, natomiast pod względem powierzchni na miejscu 787.).